# Talita Coling
Talita Coling, nome artístico de Tallita Coling Pereira Borges (Mucugê, 4 de maio de 1995), é uma atriz e autora brasileira.

## Carreira
Formada pelo CPT (Antunes Filho), iniciou sua carreira no teatro. A primeira aparição na televisão foi em 2016 no seriado Lili, A Ex, exibido pelo canal GNT. Participou da ultima temporada da série O Negócio exibida pela HBO, e também de DesEncontros no Canal Sony em 2018. Já na  Rede Globo, vive Sandra na primeira temporada da série Carcereiros. No cinema, protagonizou o premiado filme A Fita Vermelha  (2021), exibido no Festival de Cannes, papel que lhe rendeu o prêmio de melhor atriz no Iberoamerica 48HFP.
Em 2017 fez sua estreia como autora lançando o livro Bodas de Fumaça.

## Filmografia

### Televisão
| Ano  | Título       | Papel   | Notas                      |
| ---- | ------------ | ------- | -------------------------- |
| 2016 | Lili, A ex   |         | 2ª temporada               |
| 2017 | Carcereiros  | Sandra  | Episódio: "Ratos e Homens" |
| 2017 | O Negocio    | Marcela | 4ª temporada               |
| 2018 | Desencontros |         | 2ª temporada               |
| 2019 | Verão 90     | Bárbara |                            |

### Cinema
| Ano  | Título          | Papel          | Notas |
| ---- | --------------- | -------------- | ----- |
| 2017 | Bodas de Fumaça | Curta-metragem |       |
| 2018 | Divaldo         | Longa-metragem |       |
| 2021 | A Fita Vermelha |                |       |

### Teatro
| Ano  | Título                            | Papel  | Notas |
| ---- | --------------------------------- | ------ | ----- |
| 2012 | A Broadway que Ninguem Viu        |        |       |
| 2016 | Toda Saudade do Mundo Aqui Dentro | Julia  |       |
| 2017 | Amazonia, Zona Imaginaria         | Tara   |       |
| 2018 | Amor Fati                         | Capitu |       |